# Wank (Berg)
Der Wank ist ein Berg im Südwesten des Estergebirges bei Garmisch-Partenkirchen mit einer Höhe von 1780 m ü. NHN. Der Name geht auf ein altes Wort für „Hang“ zurück; der Berg wurde früher auch Eckenberg oder Eggenberg genannt.

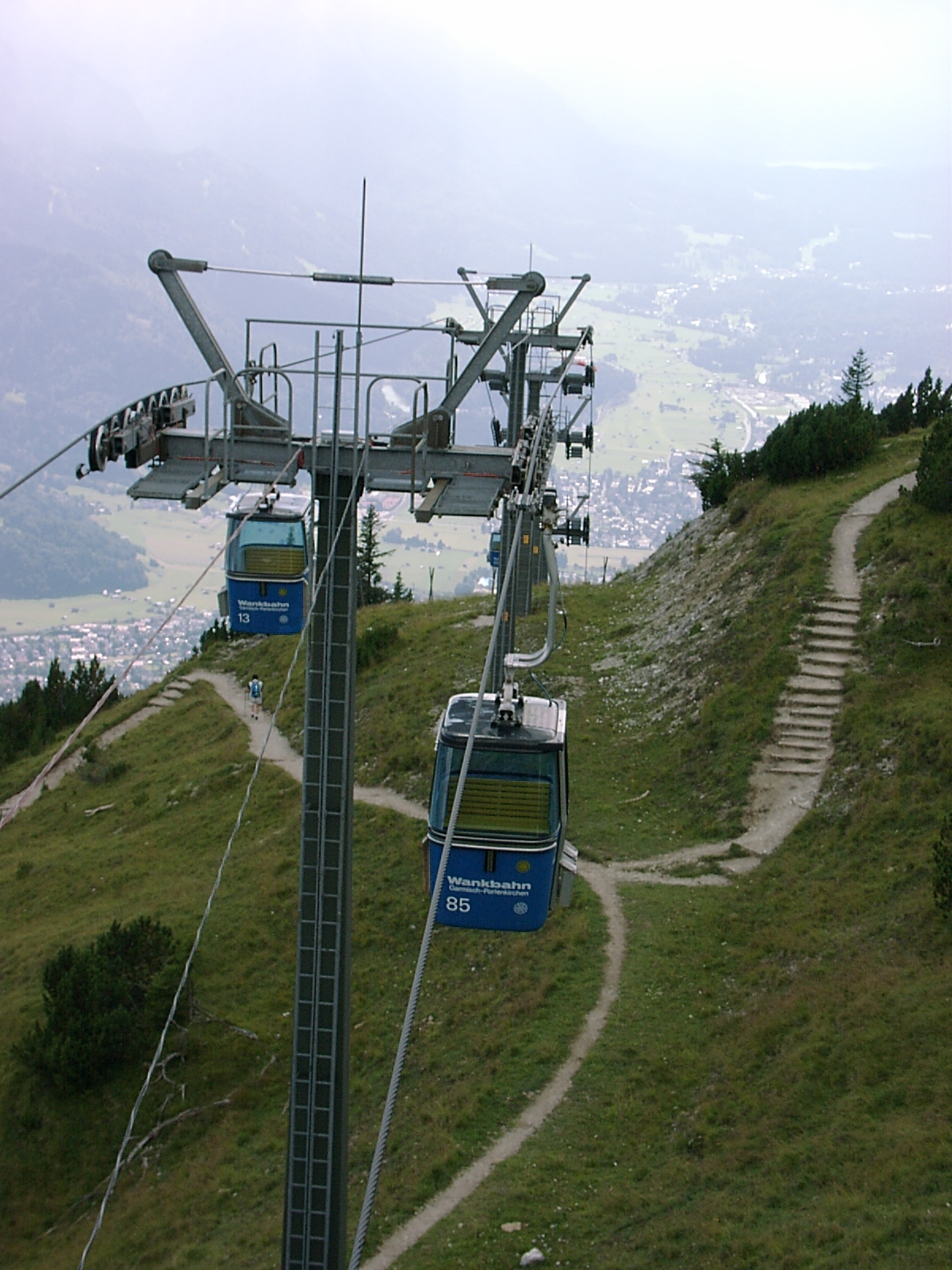
Wank-Seilbahn, Blick von der Bergstation

Seit 1928 ist der Wank mit einer Seilbahn, der Wankbahn, von Garmisch-Partenkirchen aus erschlossen. Im Jahre 1982 wurde die alte Wankbahn durch eine moderne Umlaufkabinenbahn ersetzt. Das fast ganzjährig bewirtschaftete Wankhaus (Alois-Huber-Haus) wurde von der Sektion Garmisch-Partenkirchen des Deutschen Alpenvereins 1911 erbaut.

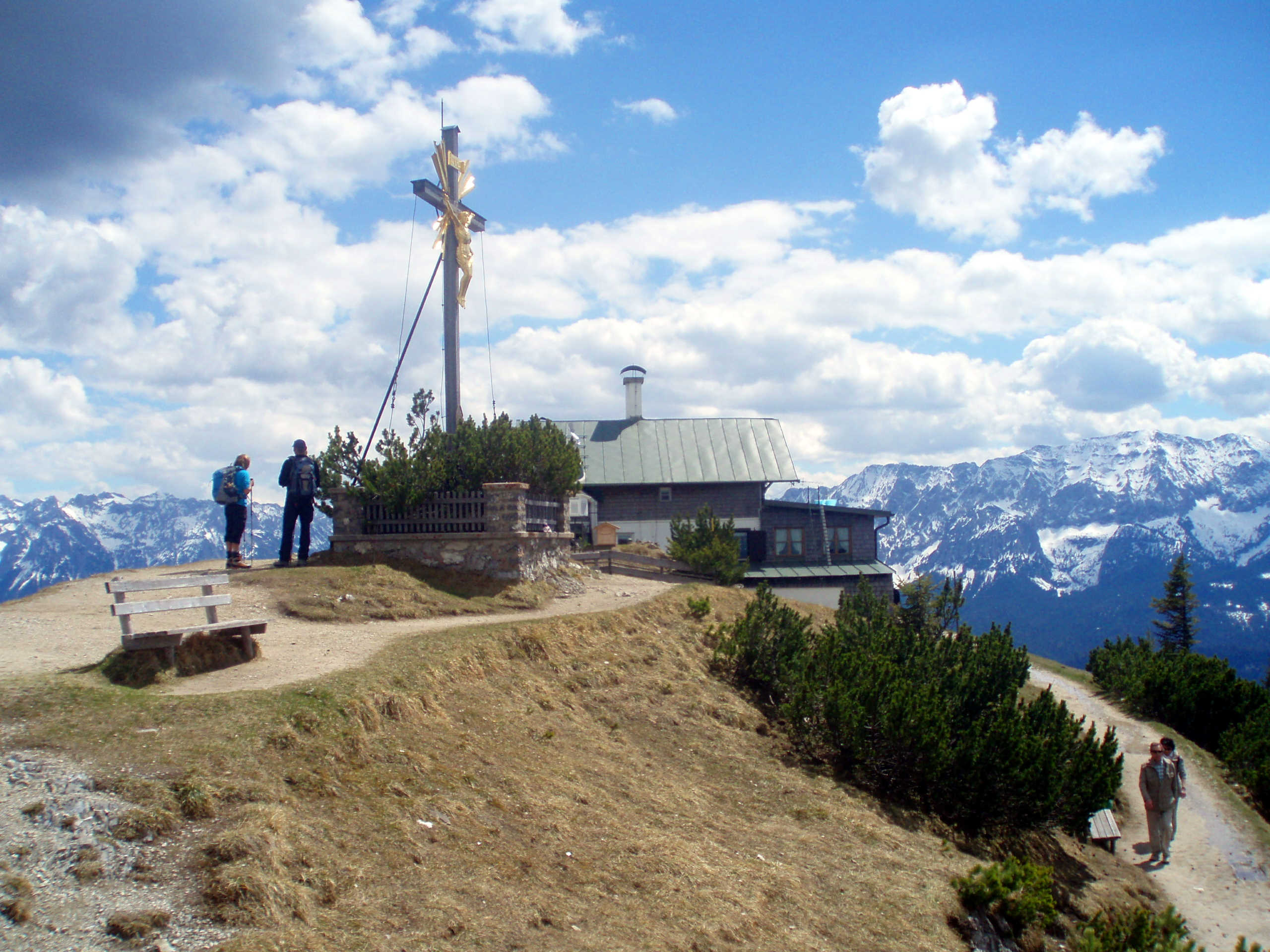
Gipfel mit Wankhaus

Der Wankaufstieg ist eine einfache Wanderung ohne besondere Schwierigkeiten. Neben dem Aufstieg in der Nähe der Seilbahn gibt es noch Aufstiegsmöglichkeiten vom Schwimmbad in Farchant über die Esterbergalm oder vom Gschwandtner-Bauern (östlich von Garmisch-Partenkirchen an der Straße in Richtung Mittenwald). Am Gipfel bietet sich eine überragende Aussicht. Außerdem ist der Wank ein guter Startpunkt für einen Flug mit dem Gleitschirm in Richtung Süden über das Garmisch-Partenkirchener Tal bis hin zu den Gipfeln des Wettersteingebirges. Ein lohnender Höhenweg auf der Westseite des Berges ist der Hüttelsteig, der von der Mittelstation der Wankbahn zur Esterbergalm führt.
Auf der Nordostseite war früher ein kleines Skigebiet, das seit 2003/2004 geschlossen ist. Die ehemals vier Skilifte sind weitgehend abgebaut, die Pisten wachsen zu. Der Gipfel kann jedoch mit Schneeschuhen erreicht werden.